# Norman Baker
Norman Leonard Baker (18 de noviembre de 1928 – Pittsford, 22 de noviembre de 2017) fue un aventurero y expedicionario estadounidense, navegador de las embarcaciones de las expediciones Ra, Ra II y Tigris dirigidas por Thor Heyerdahl. Fue coautor (con Barbara Murphy) de Thor Heyerdahl and the Reed Boat Ra, un libro infantil de 1974 sobre las expediciones de Heyerdahl. Fue miembro y director del Explorers Club, y sirvió como asesor de Fara Heim, una expedición en busca de señales de asentamientos vikingos en América del Norte. 
El capitán Baker murió cuando el Cessna 172 que piloteaba se estrelló en Pittsford, Vermont, el 22 de noviembre de 2017.